# Llucmajor
Llucmajor (tiếng Tây Ban Nha: Lluchmayor) là một đô thị lớn trên đảo Mallorca, thuộc quần đảo Baleares, Tây Ban Nha. Dân số khoảng 30.000 người, diện tích 327 km² (126 sq. mi.), mật độ 91 người/km² (237 người/sq.mi.).

## Các thị trấn bên trong

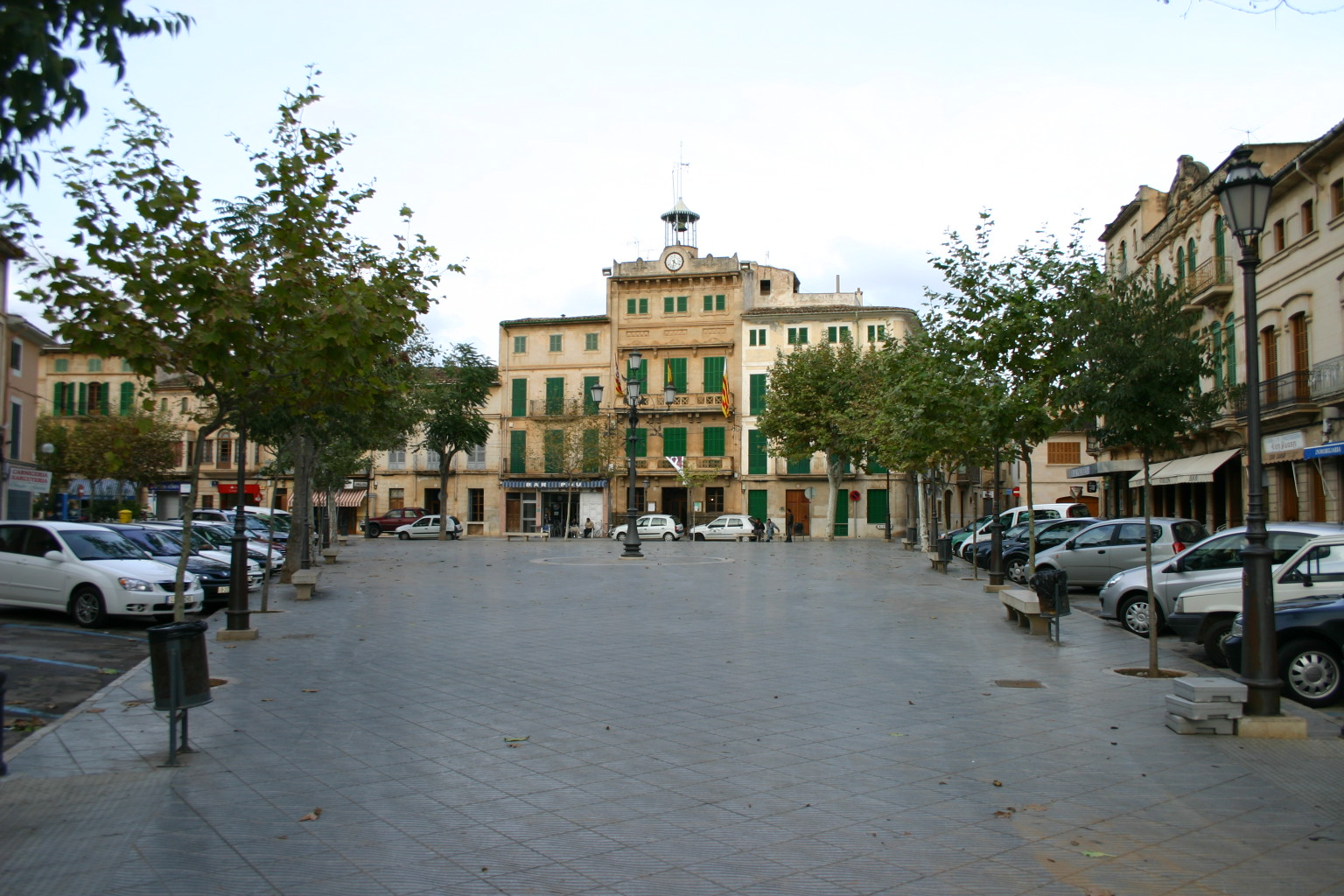
Plaça Central de Llucmajor

| - s'Arenal (9.563 người) - Llucmajor (9.312 người) - Badia Gran (1.719 người) - Badia Blava (1.536 người) - les Palmeres (1.140 người) - sa Torre (1.197 người) - Son Veri Nou (651 người) - Maioris Decima (628 người) | - Tolleric (336 người) - Cala Blava (309 người) - Bellavista (305 người) - s'Estanyol de Migjorn (288 người) - Cala Pí (241 người) - Puig de Ros (187 người) - es Pas de Vallgornera (76 người) - Vallgornera Nou (54 người) |